# Fernando Fitas

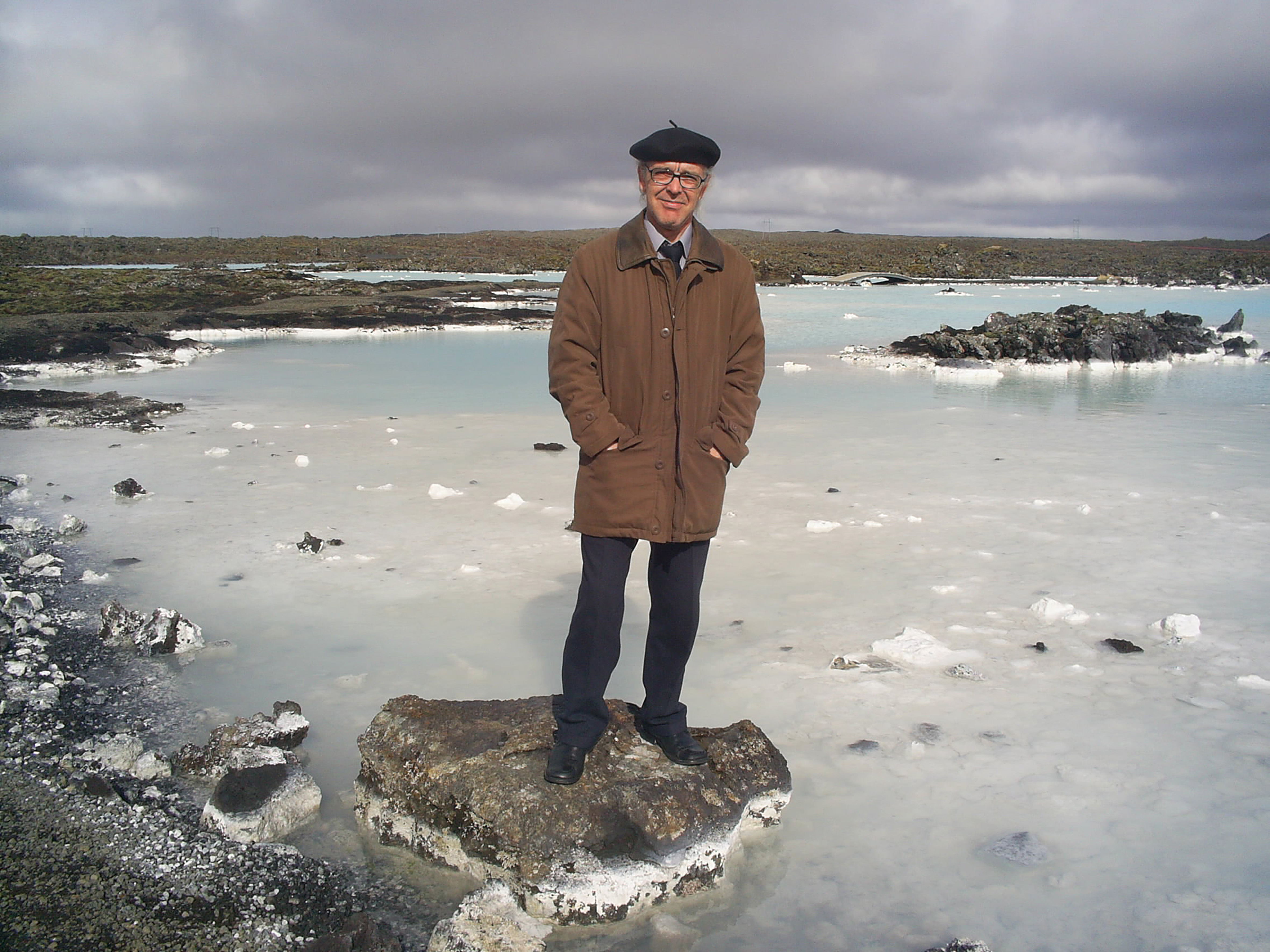

Joaquim Fernando Rana Fitas (Campo Maior, Alentejo, novembro de 1957) é um jornalista e poeta português, que trabalhou em vários jornais de âmbito nacional, nomeadamente em O Século, 24Horas e Tal & Qual.
Fundador e director - durante sete anos - do quinzenário Outra Banda e chefe de redacção do Noticias de Almada (entre 2005 e 2011), colaborou ainda em diversos periódicos regionais de norte a sul de Portugal, assim como numa das rádios locais do Concelho do Seixal, assumindo a responsabilidade pela emissão de programas culturais durante vários anos.
No domínio da poesia tem várias obras distinguidas com prémios literários. Entre eles, o Prémio Agostinho Neto (União de Sindicatos do Porto/CGPT), 1999); Prémio de Poesia Cidade de Moura (1999); Prémio Literário Raul de Carvalho (2000); Prémio de Poesia e Ficção de Almada (2003 e 2014); Prémio de Poesia Cidade Ourense (Galiza) 2017; Concurso Literário “Manuel Maria Barbosa du Bocage (2020); Prémio de Poesia Tito Olívio (2020); Prémio Internacional de Poesia António Salvado (2021); Prémio de Poesia Joaquim Pessoa (2022), Prémio Literário Carlos Carranca (2023) e Prémio Literário Hugo Santos (2024).
A sua escrita estende-se da reportagem à ficção, passando pela investigação histórica e recolha oral em alguns concelhos da Margem Sul do Tejo. Autor das obras “Canto Amargo”; “Amor Maltês”; “Cantos de Baixo”; “Silêncio Vigiado”; “Mar da Palha - reportagens”; “Histórias Associativas – Memórias da Nossa Memória”; “A Casa dos Afectos”; “O Ressoar das Águas”; “O Saciar das Aves”; “Alma d’Escrita - Reportagens”, “Alforge de Heranças”;  "Escrevo um Verso na Água"; "Subversiva Liturgia das Mãos"; "O Vidro Desabitado"; "Olhar o Assombro no Êxtase da Luz"; "Elegia dos Pássaros"; "Azinhaga dos Alfinetes"; "Um Corpo Sob o Pó" , “A Clandestina Idade dos Pequenos Segredos” e "Perdurável inventário de efémeros".
Alguns dos seus textos estão traduzidos em Castelhano, Mirandês, Inglês e Italiano. Figura igualmente em algumas antologias editadas em Portugal, na antologia Poetas do Mundo (Chile) e numa antologia publicada em Itália pelas Edizioni Universum.
Companheiro dos cantadores da resistência, José Afonso, Francisco Fanhais e Vitorino na Cooperativa Cultural Era Nova, tem poemas cantados por alguns intérpretes da canção portuguesa, designadamente Chiquita e Luísa Basto.